# Banu Hamza
Els Banu Hamza foren una família de notables de Damasc que van exercir per molt de temps el càrrec de nakib al-ashraf. L'ancestre fou Hamza al-Harrani. El primer membre destacat fou Ismail ibn Husayn ibn Ahmad al-Natif que fou nakib el 942. El càrrec va seguir vinculat a la família durant segles (fins al segle XV); després la família va seguir figurant en els esdeveniments locals. El 1860 el cap de la família, Mahmud ibn Muhammad Nasib Hamza al-Husayni al-Hamzawi al-Hanafi, va protegir els cristians de les massacres i el 1867 fou mufti de Síria.